# Stefan Markowski
Stefan Markowski (ur. 20 września 1938 w Pile w późn. województwie częstochowskim, zm. 29 grudnia 1993) – polski polityk, poseł na Sejm PRL VIII kadencji.

## Życiorys
W 1971 uzyskał wykształcenie średnie zawodowe w Technikum Mechaniczne dla Pracujących w Nysie. Pracował jako brygadzista w tamtejszych Zakładach Urządzeń Przemysłowych.
Od 1966 należał do Polskiej Zjednoczonej Partii Robotniczej, gdzie zasiadał w Komitecie Wojewódzkim i egzekutywie Komitetu Zakładowego, a także był sekretarzem podstawowej organizacji partyjnej i delegatem na VI Zjazd partii w 1971. W latach 1980–1985 pełnił mandat posła na Sejm PRL VIII kadencji w okręgu Kędzierzyn-Koźle, zasiadając w Komisji Budownictwa i Przemysłu Materiałów Budowlanych oraz w Komisji Zdrowia i Kultury Fizycznej.
Pochowany na cmentarzu komunalnym w Nysie.